# The Sound and The Fury (banda)
The Sound and The Fury es un conjunto vocal fundado por Thomas E. Bauer en el año 2000 dedicado a la polifonía franco-flamenca. Se llamó inicialmente Vokalsolisten Ratisbona.
En sus comienzos, el núcleo principal se componía de tres integrantes: su fundador, Thomas E. Bauer (barítono), junto con John Potter (tenor) y Richard Wistreich (bajo), los cuáles ya habían participado en otros importantes conjuntos como Hilliard Ensemble, The Consort of Musicke y Singer Pur.
Sus grabaciones formaron parte de la serie dedicada a a la polifonía del Renacimiento "Paradise Regained" editada inicialmente en la "Edition Alte Musik" de la ORF y posteriormente por el sello austriaco "Fra Bernardo". El proyecto de estas grabaciones musicales surgió como una colaboración entre Bernhard Trebuch de la ORF y el dúo de artistas Markus Muntean y Adi Rosenblum conocidos como Muntean/Rosenblum. Posteriormente, en el año 2014, Bernhard Trebuch y Markus Muntean fundaron Beauty Farm  que puede considerarse la formación continuadora de este conjunto.

## Discografía como «Vokalsolisten Ratisbona»
- 2002 – Musik aus Brixen. Sätzl, Stadlmayr, Walther. Con el "Ensemble Prihsna" (ORF 301 - 2 CD)[6]
- 2003 – Media Vita. Intabolatura di Balli (ORF 333 - 2 CD).

## Discografía como «The Sound and The Fury»
- 2006 – Nicolas Gombert 1: Missa "Quam pulchra es" a 6. Motets (ORF 463).
- 2007 – Nicolas Gombert 2: Missa "Sur tous regretz". Motets a 5 (ORF 3006).
- 2008 – Johannes Ockeghem 1: Missa "L'Homme armé". Missa "Prolationum" (ORF SACD 3024).
- 2008 – Guillaume Faugues: Missa "Le Serviteur". Missa "Je suis en la mer" (ORF SACD 3025).
- 2008 – Jacob Obrecht 1: Missa "Rose playsante". Missa "Fortuna desperata" (ORF CD 3048 - 2 CD).
- 2009 – Firminus Caron 1: Missa "L'homme armé". Missa "Accueilly m'a la belle" (ORF SACD 3057).
- 2009 – Nicolas Gombert 3 (ORF 3077).
- 2010 – Pierre de La Rue 1: Missa Ave sanctissima Maria à 6. Missa O salutaris Hostia à 4 (ORF 3094, Fra Bernardo 210 2372).
- 2010 – Guillaume Faugues 2: Missa "L'homme armé". Missa "Vinus vina vinum" (ORF 3115 - 2 CD).
- 2012 – Johannes Ockeghem 2: Missa "Ecce ancilla Domini". Missa My my (ORF 3130).
- 2012 – Firminus Caron: Masses & Chansons (Fra Bernardo 120 730 2 - 3 CD).
- 2013 – Johannes Ockeghem: Missæ Cuiusvis toni & Prolationum (Fra Bernardo 130 220 2 - 2 CD.
- 2014 – Marbrianus de Orto: Missa Mi-Mi. Missa L'homme armé (Fra Bernardo 600 122 2 - download).
- 2014 – Matthæus Pipelare 1: Missa Dicit Dominus. Missa Pour entretenir mes amours. Missa L'Homme armé. Missa Fors seulement (Fra Bernardo 130 920 2 - 2 CD).
- 2018 – Pierre de La Rue: Masses (Fra Bernardo 1810 455 - 2 CD).

Recopilaciones:
- 2021 – Nicolas Gombert: Masses & Motets (Fra Bernardo 210 5259 - download x3).